# Hans Jauslin
Hans Jauslin (* 18. Oktober 1909 in Muttenz; † 18. Juli 1958 in Zürich) war ein Schweizer Künstler.

## Leben
Hans Jauslin lernte Dekorations- und Schriftenmaler. Nach der Lehre besuchte er die Gewerbeschule in Basel und wurde von Albrecht Meyer und Arnold Fiechter unterrichtet. 1935 heiratete er Gertrud Hähnle von Winistorf SO und begann als Künstler zu arbeiten. Ab 1951 hatte Jauslin neben der Wehrkirche St. Arbogast sein Atelier.
In Solothurn fertigte Jauslin ein Sgraffito-Wandbild für den Gemeinderatssaal an. Es wurde sieben Wochen vor seinem Tod eingeweiht. Weitere Werke sind Wandbilder im Gemeindehaus von Muttenz, im Polizeigebäude von Binningen sowie in den Realschulen Allschwil, Reigoldswil, in den Schulen Breitenbach, Küttighofen und in der Kantonsschule Solothurn. Jauslin war mit Werner Miller befreundet.
1959 war zu Jauslins 50. Geburtstag eine Ausstellung im Schloss Ebenrain geplant. Sie wurde nach dem überraschenden Ableben des Künstlers zu einer Gedächtnisausstellung.
Jauslin malte «realitätstreue und schlichte» Porträts, Stillleben und Landschaften (besonders des Bucheggbergs) und widmete sich der Kunst am Bau (z. B. Sgraffiti). Beeinflusst war er von Piero della Francesca, Frank Buchser und Cuno Amiet.
Peter Bichsel schrieb 2003: «Mein eigenes Bild von Jauslin signalisiert Sanftmut und Idylle – gemalt von einem Trotzigen […] mir ist, wie wenn ich in Wirklichkeit noch nie eine Landschaft gesehen hätte.»